# Леонид (Краснопевков)
Архиепископ Леонид (в миру Лев Васильевич Краснопевков; 16 (28) февраля 1817 — 15 (27) декабря 1876) — епископ Русской православной церкви, архиепископ Ярославский и Ростовский.

## Биография
Сын дворянина, товарища герольдмейстера, родился 16 (28) февраля 1817 года в Санкт-Петербурге и первоначальное образование получил в английском, потом во французском пансионе, где практически изучил французский, немецкий и английский языки.
В 1829 году он был помещён родителями в Горный кадетский корпус, где сблизился с Николаем Слепцовым, сыном саратовского помещика.
В 1832 году Краснопевков оставил горный корпус и после домашнего приготовления в феврале 1834 года определился юнкером в Балтийский флот и был зачислен в 14-й флотский экипаж. В 1835 году нёс службу на фрегате «Мария», который совершал плавания по портам Балтийского моря. После сдачи экзамена в Морском кадетском корпусе 28 марта 1836 года был произведён в мичманы. В 1836 и 1837 годах на линейном корабле «Император Александр I» находился в плаваниях в Балтийском море; 19 января 1838 года в чине лейтенанта был уволен со службы.
Служа во флоте, Краснопевков познакомился с архимандритом Игнатием Брянчаниновым, настоятелем Сергиевской пустыни, близ Санкт-Петербурга, который познакомил его с монашеской жизнью; в то же время в Санкт-Петербурге находился знаменитый алтайский миссионер архимандрит Макарий (Глухарёв). Молодой моряк, почувствовав неодолимое влечение к монашеской жизни, обратился к нему с просьбой взять его в число миссионеров; но о. Макарий посоветовал ему пройти курс в духовной академии.
С благословения митрополита Филарета (Дроздова) Краснопевков в 1838 году поступил в число студентов Санкт-Петербургской духовной академии, где частным образом брал уроки по древним языкам у профессора академии В. Н. Карпова, а в 1840 году, по смерти отца и по предложению митрополита Филарета, переехал в Троице-Сергиеву лавру и для продолжения академического курса поступил в высшее богословское отделение академии.
На первых порах своего пребывания в академии он обратился к бывшему проездом в Москве епископу Алеутскому Иннокентию с просьбой взять его с собою в число миссионеров, но проницательный архипастырь отклонил эту просьбу Краснопевкова.
По окончании академического курса со званием магистра в 1842 году Лев Краснопевков в следующем году был определён преподавателем гражданской истории, катехизического учения и греческого языка в Вифанскую семинарию.
В 1845 году Лев Краснопевков привёл в исполнение свою заветную мысль — 23 сентября он был пострижен в монашество в Троице-Сергиевой лавре с именем Леонид, а 1 октября того же года рукоположен митрополитом Филаретом во иеромонаха в московском Покровском соборе (Василия Блаженного). Выпускник Вифанской семинарии А. В. Советов писал: 

Для меня дорога Вифанская пустыня, где я впервые встретил человека, который был непохож на других, который своею ласкою, вниманием и любовью к природе невольно вызывал к себе привязанность и глубокое уважение. С преосвященным Леонидом всегда было о чём говорить, всегда хотелось его слушать, от него поучаться. Его живое назидательное слово сильно врезывалось в молодое сердце и потом уже не забывалось никогда. Его опытный светлый взгляд на отношения людей друг к другу, его беспредельная преданность воле Божией и просвещенный трезвый взгляд на дух христианства, его уважение к установившимся обычаям, даже к мелочам житейским, были таким неисчерпаемым источником для назидания, что я и после, когда уже сделался самостоятельною личностью, в случае недоумений, нередко обращался к преосвященному Леониду. Мало того, скажу более: преосвященный Леонид решил судьбу моей жизни, помог мне сделаться тем, что я теперь, научил меня ещё в юности моей любить природу и науку.
В 1848 году иеромонах Леонид назначен был бакалавром патристики в Московскую духовную академию, а 9 мая того же года — помощником библиотекаря академии, которым в то время был А. В. Горский.
В 1849 году Леонид был определён ректором Вифанской семинарии и настоятелем Московского Златоустова монастыря. В 1850 году назначен членом Московской духовной консистории и в том же году утверждён членом конференции внутреннего правления Московской академии и назначен настоятелем Московского Знаменского монастыря. В следующем году он был определён членом Московского комитета для цензуры духовных книг. Нелегко было новому ректору, болезненному и впечатлительному по природе, исполнять свою крайне ответственную должность: он на первых же порах, как профессор догматического богословия, чувствовал трудность своего положения при преподавании того предмета, который недостаточно изучил; неблаговоспитанность учеников, столкновения во взглядах по педагогическим вопросам с членами корпорации семинарии и другие обстоятельства немало причинили ему беспокойства и трудов, чтобы привести педагогическую часть в семинарии в лучшее положение.
В 1853 году Леонид был перемещён на должность ректора в Московскую семинарию, где он имел возможность завязать сношения с широким кругом московских учёных и приобрести почитателей из многих аристократических фамилий: и тех и других равно привлекала к себе светлая высокообразованная личность Леонида, обладавшего к тому же даром слова и изящными непринуждёнными манерами. Из учёных людей своего круга архимандрит Леонид был особенно дружен, с этого времени и до конца жизни, с архимандритом Саввой, который одно время занимал должность синодального ризничего, а затем сменил Леонида на должности ректора Московской семинарии. В 1854 году архимандрит Леонид также был назначен настоятелем Московского Заиконоспасского монастыря.

### Епископское служение
В 1859 году хиротонисан во епископа Дмитровского с предоставлением ему в управление Саввино-Сторожевского монастыря, и тогда же Высочайше утверждён директором Московского тюремного комитета.
В 1863 году преосвященный Леонид был назначен председателем Московского губернского присутствия по предмету улучшения быта духовенства. Кроме обычных дел по управлению епархиальному, Леонид исполнял особенные поручения своего владыки, митрополита Филарета. Одним из таких поручений было составление им мнения о допущении театральных представлений в Светлую седмицу, которое имело своим последствием воспрещение театральных зрелищ в эту седмицу. В 1864 году епископ Леонид принимал деятельное участие в происходивших в Москве переговорах с делегатом нью-йоркской конвокации пастором Янгом о соединении Православной и Англиканской церквей. В 1865 году Леонид произнёс речь в Чудовом монастыре по случаю избрания московских дворян в общественные должности, которую они напечатали на свой счёт на большом листе вместе с портретом автора. В 1867 году архиепископ Леонид принимал в Москве двух делегатов церкви Англии с рекомендательным письмом от оксфордского епископа Сэмюэла Уилберфорса: священника Генри Лиддона и диакона Чарльза Доджсона (он же писатель и математик Льюис Кэрролл) — которые тоже вели переговоры об англиканско-православном богословском диалоге и возможном соединении церквей.
С 1865 года по 25 мая 1874 года состоял председателем Московского губернского училищного совета.
С 20 ноября 1867 года по 25 мая 1868 года он временно управлял Московскою епархией после смерти митрополита Филарета (Дроздова).
25 февраля 1868 года совершил присоединение из старообрядчества к Православной церкви архимандрита Павла (Леднева) и его учеников. 15 декабря 1868 года рукоположил во священника настоятеля монастыря иеродикона Павла (Леднева) и во диакона инока Иустина, бывшего епископа Тульчинского старообрядческой Белокриницкой (Австрийской) раскольнической иерархии.
Преосвященный Леонид состоял членом многих учёных учреждений и обществ: почётным членом Московского общества любителей духовного просвещения (1869), помощником председателя совета Православного миссионерского общества (1870), почётным членом Общества попечения о детях лиц, сосланных в Сибирь по судебным приговорам (1874), почётным членом Московского университета (1874) и почётным членом Общества древнерусского искусства при Московском публичном музее (1875). Многосторонняя энергичная деятельность преосвященного Леонида снискала ему высокое уважение в московском обществе и внимание и расположение Высочайших особ и митрополита Филарета, что особенно сказалось в день его 15-летнего юбилея в звании Московского викария. Пользовавшийся особым расположением великого князя Сергия Александровича, преосвященный Леонид был назначен по воле государя наблюдать за церковностью иконописи в храме Христа Спасителя.
Преосвященный Леонид живо интересовался славянским вопросом и, заботясь о нравственном возрождении славянского общества, устроил в Московском Алексеевском монастыре женское училище для воспитания и образования болгарских и сербских девиц.
15 мая 1876 года преосвященный Леонид был перемещён на Ярославскую кафедру с возведением в сан архиепископа, где пробыл семь месяцев.
Скончался 15 (27) декабря 1876 года. Погребён в Ярославском Успенском кафедральном соборе на южной стороне вблизи гробницы благоверных князей Ярославских Василия и Константина Всеволодовичей. Захоронение Леонида не сохранилось — в 1937 году собор был взорван.